# Pertti Ukkola
Pertti Ukkola (Sodankylä, Finlandia, 10 de agosto de 1950) es un deportista finlandés retirado especialista en lucha grecorromana donde llegó a ser campeón olímpico en Montreal 1976.

## Carrera deportiva
En los Juegos Olímpicos de 1976 celebrados en Montreal ganó la medalla de oro en lucha grecorromana de pesos de hasta 57 kg, por delante del luchador yugoslavo Ivan Frgić (plata) y del soviético Farhat Mustafin (bronce).